# Собрание мышей (мультфильм)
«Собрание мышей» (арм. Մկների ժողովը) — советский цветной рисованный мультфильм, снятый в 1978 году на студии «Арменфильм» режиссёром Людмилой Саакянц по сценарию Левона Будагяна, основанному на одноимённой басне.

## Сюжет
На общем собрании мышей принимается решение о том, чтобы, в целях извещения об опасных визитах кота, на его шею был повешен предупреждающий звонок. Но принятие решения никак не поспособствовало его реализации, поскольку на такой подвиг никто из мышей не оказался способен.

## Создатели
| Режиссёр             | Людмила Саакянц |
| Сценарист            | Левон Будагян   |
| Художник-постановщик | Елена Пророкова |
| Оператор             | Алиса Кюрдиан   |
| Звукорежиссёр        | В. Чапарян      |

## Критика
Киновед Сергей Асенин в 1979 году на страницах газеты «Правда» в статье, посвящённой мультипликации, отнёс «Собрание мышей» к числу представителей богатой комической палитры в советской мультипликации. Асенин назвал «Собрание мышей» одной из двух (наряду с «Охотниками») наиболее удачных лент, созданных коллективом молодых армянских мультипликаторов под руководством Саакянц. Асенин нашёл, что при создании «Собрания мышей» пользовались совсем другими, в сравнении с «Приключениями капитана Врунгеля», остро гротесковыми красками. По мнению Асенина, авторы «Собрания мышей», обратившиеся к фольклорным и классическим мотивам, заострили сатирические образы умелым применением музыки и колористических решений. Асенин же в своей книге 1986 года «Мир мультфильма» отнёс «Собрание мышей» к числу тех тесно связанных с традициями армянской национальной культуры оригинальных фильмов Саакянц, в которых изобретательно использовались выразительные средства современной мультипликации.
Исследователь фольклора Анатолий Волков в статье, посвящённой сказкам в армянской мультипликации, опубликованной в сборнике «Кино Армении» 1994 года, писал, что молодому режиссёру фильма «Собрание мышей» Людмиле Саакянц, действовавшей в содружестве с художницей Еленой Пророковой, удалось снять актуально и по современному социально остро прозвучавший сатирический фильм, несмотря на то, что в его основу была положена восьмисотлетняя одноимённая басня Гоша и Айгекци. По утверждению Волкова, экранное пространство басни (весь мир, в котором вольготно обжилось целое сообщество мышей) было определено одной лишь пыльно-серой монохромной кладовкой, и настолько же лаконичной сделали драматическую структуру и действие фильма его авторы, сознательно отказавшиеся от внешней активности и сосредоточившие внимание (как в театре) на одних лишь диалогах и психологических реакциях персонажей. Волков счёл, что драматическое напряжение фильма от этого только выиграло, потому что зрителя ничто не отвлекает от всего того самого важного, для чего была задумана и создана лента, то есть от тех сказочных персонажей, которым, по старинной традиции басен, были переданы яркие, социально типизированные, национально колоритные характеры. По мнению Волкова, художественная идея ленты заключается в том, что социально активная фигура, способная на жертвенные поступки, не может появиться в сообществе серых потребителей, живущих безбедно за счёт результатов чужого труда.